# Pteromalus thyridopterigis
Pteromalus thyridopterigis is een vliesvleugelig insect uit de familie Pteromalidae. De wetenschappelijke naam is voor het eerst geldig gepubliceerd in 1897 door Howard.